# Ray Houghton
Raymond James Houghton (Glasgow, 9 gennaio 1962) è un ex calciatore irlandese, di ruolo centrocampista.

## Carriera

### Club
Houghton iniziò la sua carriera come professionista nel West Ham, giocando una sola partita. Dal 1982 al 1987 milita prima nel Fulham e poi nell'Oxford United: nel 1987 viene acquistato dal Liverpool, dove trascorrerà i migliori anni della sua carriera. Con la maglia dei Reds fino al 1992 vince 2 scudetti (1988 e 1990), 2 FA Cup (1989 e 1992) e 3 Supercoppe (1988, 1989 e 1990): in totale colleziona 153 presenze e 28 reti. La successiva tappa della sua carriera è l'Aston Villa, con cui conquista la Coppa di Lega nel 1994 (dopo che l'aveva già vinta nel 1986, con l'Oxford United).
Negli anni successivi gioca con Crystal Palace, Reading e Stevenage Borough fino al ritiro (avvenuto nel 2000).

### Nazionale
Houghton ha difeso i colori della nazionale irlandese dal 1983 al 1997, partecipando al campionato d'Europa 1988 dove realizzò il gol della vittoria nella storica sfida contro l'Inghilterra, e a due Mondiali nel 1990 e 1994: nell'edizione 1994 segnò un gol in pallonetto contro l'Italia nella prima gara del girone, regalando la vittoria alla sua squadra.

## Palmarès
- Campionato inglese: 2

Liverpool: 1987-1988, 1989-1990
- Coppa d'Inghilterra: 2

Liverpool: 1988-1989, 1991-1992
- Coppa di Lega inglese: 2

Oxford United: 1985-1986
Aston Villa: 1993-1994
- Charity Shield: 3

Liverpool: 1988, 1989, 1990